# Цегелница
Цегелница (словен. Cegelnica) је насељено место у општини Накло, Горењска регија, Словенија.

## Историја
До територијалне реорганизације у Словенији била је у саставу старе општине Крањ.

## Становништво
У попису становништва из 2011. године, Цегелница је имала 360 становника.
| Број становника према пописима | Број становника према пописима | Број становника према пописима |
| ------------------------------ | ------------------------------ | ------------------------------ |
| 1991                           | 2002                           | 2011                           |
| 261                            | 305                            | 360                            |

Напомена: Године 1984. повећана за делове насеља Мало Накло и Накло.